# Direction des achats de l'État
Pour les articles homonymes, voir DAE.
Rattaché au ministère du Budget, la direction des achats de l'État (DAE) est une administration française chargée de :
- définir la politique des achats de l'État et s'assurer de sa mise en œuvre ;
- élaborer les stratégies interministérielles concernant les achats relevant d'une même famille et portant sur les besoins communs à plusieurs ministères ;
- conclure les marchés publics destinés à répondre aux besoins des services de l'État en matière de travaux, services et fournitures ;
- s’assurer que les achats de l'État et les achats des établissements publics respectent la politique des achats de l'État et sont effectués dans les conditions économiquement les plus avantageuses, qu'ils respectent les objectifs de développement durable et de développement social, qu'ils sont réalisés dans des conditions facilitant l'accès des petites et moyennes entreprises à la commande publique et qu'ils contribuent à la diffusion de l'innovation.

Le service des achats de l'État est créé en 2009 en tant que service à compétence nationale et devient une direction en 2016.

### Documents réglementaires
- Décret no 2009-300 du 17 mars 2009 portant création du service des achats de l'État.
- Décret no 2013-623 du 16 juillet 2013 modifiant le décret no 2009-300 du 17 mars 2009 portant création du service des achats de l'État.
- Décret no 2016-247 du 3 mars 2016 créant la direction des achats de l'État et relatif à la gouvernance des achats de l'État.